# Bernat Valls i Fuster
Bernat Valls i Fuster (Barcelona, 9 de març del 1964) és un tècnic de l'administració i polític català. És graduat social i postgraduat en direcció del desenvolupament econòmic local i en direcció i gestió de fires. Té estudis en màrqueting i administració d'empreses. Militant d'Esquerra Republicana des del 1991 ha estat regidor a l'Ajuntament de la seva ciutat -on va assumir la regidora de promoció econòmica (1999-2004), cap de Relacions Institucionals del Departament de Comerç, Consum i Turisme de la Generalitat de Catalunya (2004-2006), director de l'Agència de Promoció del Comerç del COPCA (2006-2007), cap de l'Oficina de Mercats i Fires Locals de la Diputació de Barcelona (2007-2013) i diputat al Parlament de Catalunya durant el 2010 en substitució de Xavier Vendrell. Des de 2016, és director general d'Acció Cívica i Comunitària del Departament de Treball, Afers Socials i Famílies de la Generalitat de Calalunya. És funcionari de la Diputació de Barcelona.